# Charly Musonda
Charles Musonda (Mufulira, 22 augustus 1969) is een oud-voetballer uit Zambia.

## Carrière
Charly Musonda begon bij de jeugd van Mufulira Wanderers, de ploeg uit zijn geboortestad, te voetballen. In 1986 trok de middenvelder met de bijnaam Champagne Charly naar België. Daar kwam hij in het A-elftal van Cercle Brugge terecht.
Musonda bleef maar één seizoen bij Cercle want in 1987 trok hij al naar RSC Anderlecht. De Afrikaan was nog maar 18 jaar en speelde al voor een topclub. Ondanks zijn jonge leeftijd werd Musonda meteen een vaste waarde bij Anderlecht waar hij opviel door zijn spelintelligentie. De middenvelder won in zijn eerste seizoen meteen de Beker van België, een trofee die hij een jaar later nog eens zou winnen met Anderlecht.
In 1991 won hij voor de eerste keer de landstitel met Anderlecht. Dat seizoen was trouwens het laatste voor Musonda als basisspeler bij Anderlecht wegens aanhoudende knieperikelen. Die problemen waren begonnen in het seizoen 1989-1990 onder trainer De Mos. Musonda speelde nog mee in de verloren finale van de Europacup II op 9 mei 1990 en dus ook in het seizoen erna. In het seizoen 1991-1992 kwam hij slechts zevenmaal meer aan de aftrap met Anderlecht. Daarna op enkele korte opflakkeringen na zo goed als niet meer. In 1993, 1994 en 1995 won hij nog wel het kampioenschap, maar door zijn chronische knieblessure had hij nauwelijks gevoetbald die seizoenen. In 1996 besloot Musonda daarom te stoppen met voetballen. Een jaar later vond hij z'n knie door de rust aan de beterende hand en probeerde hij het opnieuw in Duitsland, bij tweedeklasser Energie Cottbus, maar zonder succes. De Zambiaan stopte uiteindelijk in 1998 met voetballen. Champagne Charly was op dat moment nog maar 29 jaar. 
Na zijn carrière als voetballer, werd Charly Musonda jeugdtrainer bij RSC Anderlecht. Lamisha Musonda, de zoon van Charly Musonda, speelde gedurende het seizoen 2011-2012 voor de eerste ploeg van RSC Anderlecht. Op 8 juni 2012 tekenden de drie zonen van Charly Musonda, Lamisha, Tika en Charly jr., een contract bij Chelsea. De bijzonder getalenteerde Musonda jr. was te bewonderen in de Pinanti is Pinanti Cup, een talentenjacht in het voetbalprogramma Studio 1 op zondag.
Tijdens zijn periode bij RSC Anderlecht vroeg manager Michel Verschueren hem om niet deel te nemen aan een interland van Zambia. Musonda ging akkoord en speelde dat weekend voor Anderlecht. De hele nationale ploeg van Zambia kwam dat weekend om het leven door een vliegtuigcrash. Musonda speelde in totaal 48 keer voor de nationale ploeg.